# Life Is Strange: Before the Storm
Life Is Strange: Before the Storm è un videogioco di tipo avventura grafica a episodi sviluppata da Deck Nine Games e pubblicata da Square Enix per Microsoft Windows, PlayStation 4, Xbox One e Google Stadia. Il gioco si divide in tre episodi pubblicati tra agosto e dicembre 2017. La storia è ambientata cronologicamente tre anni prima degli eventi accaduti in Life Is Strange e si concentra sulle vicende tormentate della sedicenne Chloe Price e sulla sua relazione con la compagna di scuola Rachel Amber. Il gameplay, come quanto è avvenuto per il precedente, è basato principalmente sull'uso di dialoghi a risposta multipla e sull'interazione con l'ambiente.
Deck Nine ha iniziato a sviluppare il gioco nel 2016, utilizzando il motore di gioco Unity. Ashly Burch del gioco originale non è tornata a doppiare Chloe Price in Before the Storm a causa dello sciopero SAG-AFTRA, ma ha ripreso il suo ruolo in un episodio bonus una volta risolto lo sciopero. La band indie britannica Daughter ha scritto ed eseguito la colonna sonora. Life Is Strange: Before the Storm ha ricevuto recensioni generalmente favorevoli, elogiando personaggi, temi e storie, ma ha criticato aspetti come buchi di trama, la relazione principale e l'impatto delle decisioni del giocatore verso la fine del gioco.

## Trama

### Episodio 1: Svegliati
L'episodio inizia con Chloe, allora sedicenne, che vuole imbucarsi alla segheria di Arcadia Bay dove ha sentito ci sarebbe stato un concerto di un gruppo rock molto popolare. Qui il giocatore dovrà fronteggiare un buttafuori, in una specie di dialogo duello, nel quale dando le giuste risposte Chloe riuscirà ad entrare, mentre sbagliandole dovrà trovare un'altra soluzione. Una volta entrata Chloe incontra Frank, il suo spacciatore, e altri personaggi marginali con cui il giocatore potrà interagire. Alla fine la ragazza riesce a raggiungere il palco e ascolta la band, e nel frattempo le si avvicina anche Rachel Amber, la ragazza più popolare della Blackwell Academy, con cui comincia a ballare e a divertirsi. Prima di concludere la serata Rachel farà un selfie di loro due e lo pubblicherà su Facebook, condividendolo praticamente con tutta la scuola. Chloe, però viene avvicinata da un tirapiedi del proprietario del locale e qui il giocatore potrà scegliere se fronteggiare il tirapiedi o andare via, azione che avrà delle conseguenze nella storia. Comunque, dopo il concerto Rachel e Chloe riescono a fuggire dal tirapiedi, aiutate anche da Frank, con cui, come si scoprirà negli eventi di Life Is Strange, Rachel avrà in seguito una turbolenta relazione. La mattina seguente Chloe si sveglia svogliatamente, avendo fatto le ore piccole, ma viene invitata dalla madre a scendere per la colazione. In questo momento il giocatore potrà esplorare la casa di Chloe, interagire con gli oggetti e scoprire dettagli sulla vita di Joyce, la madre di Chloe, dopo la morte del marito. Chloe scende per fare colazione e ha un confronto con la madre, delusa dal comportamento ribelle e scostante della figlia, che spesso marinava la scuola e restava fuori fino a tarda notte. Qui si dovrà prendere un'altra scelta importante, si dovrà decidere se esprimere i sentimenti della protagonista oppure se dare ragione a Joyce. Nonostante la scelta che si prenderà Joyce dirà a Chloe che David, il fidanzato di Joyce, l'avrebbe accompagnata a scuola. Chloe, prima di partire con il patrigno potrà esplorare il garage di casa e scoprire altri dettagli sul passato della protagonista. Appena salita in macchina Chloe si addormenterà e farà una delle prime sequenze sogno presenti nel gioco. Si ritroverà inspiegabilmente nella macchina del padre, con il padre di Chloe che la guida. William metterà poi una canzone country alla radio, una delle sue preferite, e Chloe canterà con lui, finché improvvisamente un camion investirà la macchina. Svegliatasi, Chloe viene invitata da David a scendere, visto che erano arrivati a scuola, e lei scende, dirigendosi verso l'entrata. Nel cortile della scuola si incontreranno personaggi presenti nel gioco precedente, ovviamente più giovani e in situazioni differenti, fra cui Victoria, Justin e perfino Nathan Prescott, che allora non era un personaggio di rilievo come in Life Is Strange, ma un ragazzo introverso e timido, concentrato nel completare strani album fotografici. La nostra protagonista assisterà anche a una scena di bullismo nei confronti di Nathan da parte di un suo compagno della squadra di football della scuola, e Chloe dovrà scegliere se intervenire o meno, in entrambi i casi, però Nathan non ringrazierà Chloe, anzi le dirà di non avere bisogno del suo aiuto. Chloe, inoltre, potrà anche scegliere se sabotare i compiti di Victoria oppure di non farlo, ed entrambe le scelte che prenderà avranno conseguenze sulla storia. Chloe incontra nuovamente Rachel, che le chiede di assistere a una prova dello spettacolo scolastico, a cui parteciperà anche Nathan. Dopo la prova le due ragazze decideranno di marinare la scuola e insieme saltano su un treno. Chloe e Rachel cominceranno a scherzare e a giocare fra loro, e a un certo punto Rachel dice di scendere. Si ritrovano in un parco pubblico, dove sono presenti dei binocoli per osservare il panorama e varie persone. Chloe e Rachel cominciano ad osservare le persone nel parco, scherzando su di loro e facendo delle imitazioni, finché Rachel vede un uomo baciare una donna e si allontana, e, distaccandosi un po' e tornando seria dice a Chloe di aver bisogno di bere dell'alcool. Le due decidono così di rubare del vino a una coppia vicino a loro. Rachel finge di essere colta da un malore, così da distrarre i due, mentre Chloe ruba la bottiglia. Contente della refurtiva le due scappano e alla fine si ritrovano nella discarica dove, in seguito, Max e Chloe andranno e troveranno anche il corpo di Rachel. Qui quest'ultima torna ad essere giù di morale e chiede a Chloe di lasciarla sola. Qui si potrà prendere un'altra scelta, se lasciare sola Rachel o se avvicinarsi, ma in entrambi i casi fra le due ci sarà un litigio profondo al termine del quale il giocatore potrà scegliere se confessare a Rachel di provare qualcosa in più dell'amicizia oppure di dire che fra loro due poteva nascere una bella amicizia. La ragazza, confusa e arrabbiata, risponderà in modo generico a Chloe, lasciandola sola. La ragazza, abbandonata ancora una volta, non regge più, prende la mazza da baseball e comincia a distruggere ogni cosa. Alcuni oggetti le ricordano Rachel, altri Max, ma la cosa che la sciocca di più è l'auto ormai distrutta del padre, che lei comincia disperatamente a colpire, piangendo e urlando. Dopo questa scena ci sarà un'altra sequenza sogno, nella quale Chloe si troverà di nuovo in macchina con il padre. William le dirà che lei ha trovato una nuova amica e di non lasciarla andare via. Infine Chloe si sporge dal finestrino e vede Rachel, ferma, davanti ad una quercia, con lo sguardo fisso nel vuoto. William accosta e Chloe e Rachel poggiano entrambe una mano sul finestrino, ma, poco dopo, Rachel comincia a prendere fuoco e il camion investe di nuovo la macchina. Chloe si sveglia, triste e arrabbiata, ma decide di andare a cercare Rachel. Avendola trovata si confronta con lei e scopre che l'uomo che avevano visto al parco era il padre di Rachel che tradiva la moglie con un'altra donna. Le ragazze si scusano entrambe per il loro comportamento ed entrambe vorrebbero allontanarsi da Arcadia Bay. In un gesto simbolico, poi, Rachel dà fuoco a una foto di lei e del padre, ma la rabbia la porta a dare un calcio al bidone della spazzatura dove l'aveva gettata via, rovesciandolo causando un incendio, talmente grande da essere visto anche in città, uccidendo la quercia centenaria del parco, espandendosi fino a bruciare e uccidere la maggior parte della vegetazione boschiva, trasformando la parte colpita in una distesa nera piena di alberi morti e fumanti.

### Episodio 2: Il mondo nuovo
Mentre l'incendio continua a divampare devastando il parco, i genitori di Rachel e la madre di Chloe, Joyce, vengono convocati dal preside Wells alla Blackwell per parlare del comportamento delle rispettive figlie. Il preside incolpa Chloe per aver marinato la scuola insieme a Rachel, ma quest'ultima si prende la colpa, affermando di essere stata lei a convincerla ad accompagnarla. Wells non gradisce la confessione della ragazza, decidendo di escluderla dallo spettacolo "La tempesta" di cui è la protagonista. Chloe inizia una sfida d'insolenza col preside, raccontando tutta la verità, smentendo ciò che aveva appena affermato Rachel. Wells così cambia idea, riammettendo Rachel nella recita, programmata per quella stessa sera. All'inizio voleva soltanto sospendere Chloe per il resto dell'anno, ma la sua confessione le costa l'espulsione definitiva dalla scuola. Lei, felice di andarsene inizialmente, dopo aver scoperto che Justin, un suo compagno, le ha rubato una canna, va in bagno imbrattandolo di scritte. Al parcheggio della scuola, ad aspettarla ci sono David e Joyce, che la rimproverano per ciò che ha fatto. La madre e il suo fidanzato cercano di far ragionare Chloe, cercando di arrivare a un compromesso, ma Chloe non accetta. Ormai decisa ad andarsene da Arcadia Bay, Chloe si reca alla discarica per recuperare un mezzo di trasporto da poter sistemare che, appena pronto, lei e Rachel potranno usare per scappare. Mentre aspetta Rachel, Chloe si addormenta, sognando di essere alla discarica di notte con suo padre davanti a un falò. Dopo un breve discorso, il padre si gira mostrando la parte sinistra del suo viso completamente deturpata dal fuoco, e un corvo che punzecchia la pelle morta. Rachel intanto arriva e si mettono a parlare, facendo una specie di colloquio dallo psicologo. Chloe, non volendo rincasare, decide di sistemarsi in un capanno della discarica. Poi riceve una chiamata da Frank che le chiede di incontrarlo al suo camper per parlare di una missione che deve compiere: prendere 1000$ da Drew, il quale è suo cliente. Chloe, suo malgrado, accetta di mettere di nuovo piede a scuola per intrufolarsi nella stanza di Drew. Riesce a prendere i soldi, ma viene scoperta da Drew e Mikey, suo fratello. La situazione però è peggiore di quello che pensa: Damon Merrick, uno spacciatore noto alla polizia per diversi reati, vuole da Drew 1000 dollari. Il giocatore dovrà poi scegliere se dare i soldi a Damon o tenerseli lasciando però che Damon rompa una gamba al povero Drew. Subito dopo vediamo Chloe passeggiare davanti alla scuola e dirigersi verso il palco nel quale la sera stessa si terrà la recita "La tempesta". Appena entrati nel camerino, il giocatore potrà incontrare Rachel o Victoria nel caso il preside avesse escluso Rachel dalla recita. In ogni caso, la protagonista sarà sempre Rachel. Subito dopo si scopre che Juliet, la ragazza che avrebbe dovuto recitare nella parte di "Ariel" è rimasta bloccata nel traffico causato dall'incendio. Per cui il professore dirigente della recita dirà a Chloe di sostituire la ragazza. Dopo la recita, Chloe e Rachel passeggiano in una strada illuminata dai lampioni. Le ragazze parlano di tutti gli avvenimenti passati insieme durante la giornata. Dopo tante risate, il giocatore dovrà scegliere se tenere il braccialetto di Rachel, se farle un tatuaggio oppure se darle un bacio. In qualsiasi delle tre scelte, le due ragazze arriveranno a casa di Rachel, nel quale devono solo prendere le risorse necessarie per scappare da Arcadia Bay. Chloe conosce i genitori dell'amica che corre frettolosamente in camera sua mentre la ragazza dovrà rimanere nel piano di sotto aiutando la madre di Rachel, Rose, ad apparecchiare la tavola. Tutti insieme si siedono poi a tavola per cenare ed è qui che Rachel comincia a fare qualche frecciatina al padre riguardo a ciò visto il giorno precedente. Infine James, il padre di Rachel, confesserà dicendo che la donna baciata al parco era sua madre biologica.

### Episodio 3: L'inferno è vuoto
L'ultimo episodio si apre con Rachel e Chloe nel salotto degli Amber, dove di fronte a loro possiamo vedere la madre illegittima di Rachel (Rose) e il padre (James). Successivamente James decide di dire tutta la verità sulla madre biologica: dopo che Rachel dichiara di voler sapere tutto con Chloe in sua compagnia, si apre una dimensione spazio-temporale dove possiamo vedere il cannocchiale già presente nel primo episodio, da cui le due ragazze avevano visto James baciare un'altra donna. Inizialmente Sera viene descritta come una ragazza molto attraente con cui tutti i ragazzi della scuola volevano uscire, ma alla fine scelse James. Dopo varie descrizioni sul corteggiamento, James scopre che Sera era una ragazza con l'unica fissa di scappare e che nessuna cosa l'avrebbe fermata. Dopo la nascita di Rachel il desiderio di fuga di Sera si era placato, ma non del tutto. Successivamente Sera diventa una tossicodipendente per cercare di placare questo desiderio profondo di fuga e quando James lo viene a sapere prese la decisione di allontanare Rachel, ancora bambina, da lei. Alla fine quel bacio sotto l'albero di quel belvedere viene descritto come un bacio non più passionale, ma come uno d'addio. Finita la descrizione ben dettagliata di Sera, Rachel si trova in uno stato abbastanza confusionale ed è convinta che sia venuta per incontrarla; ovviamente il padre, conoscendola meglio, la obbliga a non incontrarla per colpa della sua tossicodipendenza, che non affligge solamente il tossico, ma tutte le persone che gli si trovano attorno. La ragazza, incosciente del pericolo, vuole a tutti i costi incontrare sua madre legittima e James, totalmente disperato, per cercarla di convincerla a lasciarla perdere, le riferisce che per tutto questo tempo ha preferito i soldi che a lei. Successivamente saliamo al piano superiore della casa degli Amber, precisamente nella cameretta di Rachel (oramai distrutta moralmente), dove possiamo trovarla sdraiata sul suo letto. Durante questa scena Rachel, testarda come sempre, vuole a tutti i costi incontrare la madre e Chloe consiglia di rivolgersi a Frank per sapere se è ancora in città. Inoltre si convince del fatto di poter riparare il pick-up trovato nella discarica e che, la mattina seguente, sarebbe passata a casa per prendere la cassetta degli attrezzi del padre. Il mattino seguente Chloe fa ritorno a casa e decide, oltre che prendere la cassetta degli attrezzi, di farsi una doccia pensando a quello che era successo. Quando entra nel bagno, non trova più il suo asciugamano e, quando lo trova, vede un tubetto per colorare i capelli di colore blu in modo semi-permanente e ovviamente non ci pensa due volte. Mentre la ragazza scende le scale, intravede David e Joyce ballare con lo stereo che oramai non veniva più acceso dalla morte di William; successivamente decide di scendere al piano inferiore con l’intento di non farsi notare minimamente e svignarsela velocemente, ma come al solito venne scoperta: Joyce e David notano subito il nuovo colore del ciuffo della ragazza, ma non volendo stare lì con loro cerca in tutti i modi di andarsene. Alla fine possiamo assistere ad una conversazione nel quale David descrive il momento in cui sta passando Chloe (ovvero della perdita del padre) come già vissuto e difficile da scordare. Una volta arrivata alla discarica, Chloe si mette al lavoro sul pick-up che successivamente riesce a far partire. Finito il lavoretto decide di andare nel capanno dove cerca di darsi una pulita alle mani prima dell’arrivo di Rachel. Quando le due si trovano assieme alla discarica, vedono Frank vicino al pick-up di Chloe, elogiandolo come un buon veicolo, ma quando le ragazze provano a chiedere di Sera, all'improvviso appare Damon Merrick che inizia subito a fare delle domande alle due ragazze sul perché le interessa di Sera. Chloe in quella circostanza è molto spaventata, cosa contraria invece per Rachel che è molto arrabbiata con Damon per aver preso per il braccio della ragazza dal ciuffo blu. Alla fine, però, Rachel colpisce Damon con una spranga di legno, che a sua volta risponde con una pugnalata nel braccio sinistro e Chloe in preda al panico cerca di aiutare la ragazza a salire nel pick-up per portarla in ospedale. Qui possiamo vedere Chloe che porta sotto spalla la povera Rachel ferita, un'infermiera le da una mando per metterla sopra un lettino per portarla in sala operatoria. Durante l'attesa per sapere notizie della ragazza, Chloe sembra molto preoccupata per lei e non smette di pensarci neanche per un secondo. Dopo una lunghissima attesa, possiamo vedere James che tranquillizza Chloe dicendole che Rachel si riprenderà e che si sarebbe svegliata a breve. James, ovviamente al corrente di ciò che era successo, chiede delle informazioni a Chloe su cosa fosse avvenuto precisamente; infatti lui è il procuratore distrettuale di Arcadia Bay e sa esattamente chi è stato a ferire sua figlia. Nel mentre Chloe aspettava che Rachel si fosse svegliata, vede venirle incontro Steph, che le chiede del perché si trovava qui e se voleva passare nella loro stanza d'ospedale (ovvero quella dei North). Successivamente il padre di Rachel le dice che la ragazza si sarebbe svegliata a breve e, ovviamente, Chloe si fionda da lei. Si trovava distesa sul letto con la parte dell'avambraccio fasciata per la ferita che si era procurata. Inizialmente si vede lei che dice al padre di voler parlare con l'amica senza nessuno in camera e ovviamente lui obbedisce al suo desiderio. Rachel, purché ferita, voleva ancora incontrare sua madre e chiede a Chloe di vedere se era ancora in città. Per darle una mano, Rachel fornisce a Chloe il codice per disattivare l'allarme e le chiavi di casa sua e cercare nell'ufficio del padre delle informazioni. Chloe, dopo aver disabilitato l'allarme ed essere entrata nell'ufficio di James, sente un telefono cellulare squillare e si mette a cercarlo. Dopo aver setacciato tutto l'ufficio, trova un cassetto della scrivania chiuso a chiave. Una volta trovata la chiave per il cassetto, trova una scatola delle scarpe contenente un telefono cellulare molto vecchio e un numero telefonico già registrato. La ragazza pensa immediatamente dell'opzione che James fosse collegato a Damon per non permettere a Sera di avvicinarsi a sua figlia; dopo avergli scritto, scopre che quel numero era di Damon che, in cambio di far scomparire Sera, chiedeva di distruggere le prove di un suo crimine, di dire chi era stata la talpa e di riavere ciò che gli era stato sottratto. Ovviamente Chloe accetta ogni suo desiderio ma, prima di uscire da casa degli Amber, vede Eliot entrare nell'ufficio di James cercandola. Dopo un lungo dibattito fra i due, si viene a sapere che Eliot era innamorato di Chloe, che però riesce a fuggire chiamando la polizia e far prendere la colpa a Eliot. Durante il viaggio in macchina per andare alla segheria (punto d'incontro per lo scambio) accidentalmente invade la corsia opposta e sterza bruscamente per evitare un camion che veniva dalla parte opposta. Fermandosi poco fuori dalla carreggiata, si rende conto di trovarsi nella foresta che ha preso fuoco a causa di Rachel alla fine del primo episodio, ormai ricoperta di alberi morti e un'incredibile desolazione tutt'intorno. Dopo un ripensamento sulla ragazza e del padre che le aveva mentito per tutti questi anni, spunta William (il vero padre di Chloe morto in un incidente) che cerca di far cambiare opinione a Chloe su questa cosa. Una volta arrivata alla segheria, vede il camper di Frank con una macchia di sangue vicino alla porta; cerca di vedere se era tutto ok, ma nessuno risponde. Quando entra all'interno, si ricorda di quando entrò la prima volta, ma subito si mise alla ricerca di Sera e di Damon. Una volta controllato l'ingresso, quando passa per controllare la parte del palcoscenico, nota Sera legata ad una sedia e Damon con una siringa piena di eroina pronta da iniettare. Chloe, facendosi molto coraggio, interviene per cercare di fermarlo, ma senza successo, prendendosi uno schiaffo in faccia, che le fa cadere i soldi da scambiare e il telefono nascosto di James. Damon rimane sorpreso dal fatto che aveva fatto tutto lei, così tanto sorpreso che le diede un calcio per quanto fosse agitato, perché doveva sbarazzarsi non più di una persona, ma adesso doveva sistemare anche Chloe. Dopo una discussione molto accesa tra Sera e Damon, le inietta l'eroina per mandarla “in un altro posto" e, mentre si avvicina con un’aria molto minacciosa alla ragazza, compare Frank con una ferita da pugnale sull'avambraccio che fa fermare Damon per lasciarla stare. Alla fine i due arrivano alle mani, Damon però era avvantaggiato sia perché era armato e sia perché Frank era ferito; prima dello scontro però, Damon diede un altro calcio alla testa di Chloe, facendole perdere i sensi e, prima di svenire, vede la povera Sera sotto effetto dell'eroina. Una volta ripresa dalla botta, nota che Sera era libera e seduta su una sorta di tavolino. Le due allora si mettono a discutere sul padre di Rachel che fosse corrotto e al riguardo Sera consiglia a Chloe di non rivelare nulla di quello che aveva visto, perché potrebbe distruggerla moralmente. La scena finale è ambientata nella stanza d'ospedale di Rachel, dove stava dormendo con i due genitori a fianco. Quando sveglia James, le consiglia di passare più tardi, ma Chloe, conoscendo Rachel, aspetta quei pochissimi attimi prima che si svegli. La scelta finale è nasconderle la verità oppure dirle tutto. Scegliendo il primo finale, Chloe riferisce a Rachel di non esserci riuscita e che era molto dispiaciuta per questo (infatti possiamo vedere come stava piangendo). Invece se scegliamo la seconda scelta, Rachel, dopo essere a conoscenza dei fatti, non fa avvicinare il padre a lei, in segno di disprezzo dei suoi confronti.

### Episodio Bonus: Addio
L'episodio è ambientato nel giorno in cui è morto il padre di Chloe e viene mostrato l'ultimo giorno in cui Max e Chloe trascorrono del tempo insieme prima che ella si trasferisca a Seattle e della notizia della morte di William. Max e Chloe cercano di riordinare la camera di quest'ultima e nel cercare Max scopre vecchi oggetti che non usano più da anni. Max è turbata perché non riesce a trovare il coraggio di dire a Chloe che si trasferirà a Seattle fra pochi giorni. Alla fine riuscirà a dirglielo e le due trascorreranno una giornata molto movimentata e divertente perché scoprono una vecchia mappa del tesoro, disegnata da loro quando avevano otto anni, dove all'epoca avevano nascosto degli oggetti. Max cerca una bottiglia di vetro nella soffitta che serve per trovare il tesoro, una volta fatto le due si recano nel giardino dove legano la bottiglia di vetro a un cannocchiale e alla fine trovano il tesoro. Si scopre che la loro capsula del tempo è stata sostituita da William tempo prima con un'altra più resistente con dentro i loro oggetti. Le due dopo aver ritrovato i loro vecchi oggetti, vedono di ritorno Joyce, accompagnata dalla polizia, che rivela dell'incidente di William. Il giorno del funerale di William è anche il giorno stesso in cui Max si trasferisce a Seattle e prima di partire lascia un messaggio registrato a Chloe che le comunica che le due saranno per sempre amiche e che vorrebbe che fosse lì con lei a consolarla.

## Modalità di gioco
Before the Storm è un'avventura grafica con una visuale in terza persona. A differenza di Life Is Strange, in questo prequel non è presente la meccanica dei viaggi temporali, quindi ogni azione non può essere annullata e conseguenzialmente modificata. Dal momento che essendo un prequel non è presente la meccanica del "rewind", i giocatori devono ponderare con attenzione le proprie scelte nei dialoghi. Non essendoci la meccanica rewind, gli sviluppatori hanno inserito una meccanica nuova, la quale consiste in usare delle parole molto convincenti affinché la persona con cui si parla accetti le condizioni imposte da Chloe. Si ha disposizione pochi secondi prima di scegliere la risposta e se non si riesce a convincere la persona si avranno poi delle conseguenze successive. È possibile interagire e modificare l'ambiente, tramite la marcatura di muri con graffiti. Square Enix ha annunciato che la durata di ciascun episodio sarà dalle 2 alle 3 ore, quindi complessivamente dalle 6 alle 9 ore.

## Sviluppo
Life Is Strange: Before the Storm è sviluppato da Deck Nine Games, a differenza del primo capitolo, sviluppato da Dontnod Entertainment (quest'ultima impegnata nello sviluppo di Life Is Strange 2), con l'utilizzo di StoryForge, strumento creato appositamente dalla compagnia. Lo sviluppo è iniziato nel 2016 con l'assistenza di Square Enix London Studios, che utilizza il motore di gioco Unity. Rhianna DeVries presterà la voce a Chloe Price, mentre la voce originale del personaggio, Ashly Burch, assisterà come consulente alla scrittura del copione. Burch non era disponibile al doppiaggio a causa della partecipazione allo sciopero dei doppiatori per videogiochi, organizzato dal sindacato americano SAG-AFTRA. Con lo sciopero finito, Burch e Hannah Telle, che ha doppiato Max Caulfield in Life Is Strange, sono tornate per l'episodio bonus Addio.
Il gioco ha avuto diversi titoli di lavoro durante il casting, secondo Kylie Brown, che è stata scelta per il ruolo di Rachel Amber (allora nome in codice Rebecca) nel febbraio 2017. La musica è stata scritta ed eseguita dalla band folk indipendente britannica Daughter, ed è stata pubblicata come colonna sonora ufficiale da Glassnote Records il 1º settembre 2017. La strumentazione è stata impiegata per rappresentare i diversi lati del personaggio principale: pianoforte per isolamento, chitarra elettrica per ribellione e voce stratificata per amicizia. La figlia ha preso la sceneggiatura e la grafica del concept come ispirazione. Gli autori hanno fatto ricerche su memorie e psicologia per comprendere il processo di lutto di Chloe. La sceneggiatura era di 1.500 pagine, scritta dallo scrittore principale Zak Garriss e da un gruppo di scrittori. I primi studi per l'episodio bonus ruotavano attorno al suo finale e al modo in cui costruirlo.

## Personaggi
La protagonista è Chloe Price e si affrontano le sue avventure due anni dopo che Max si è trasferita a Seattle e dalla morte di suo padre. La coprotagonista è Rachel Amber, personaggio molto nominato in Life Is Strange. Sono presenti nuovi personaggi, ma anche quelli apparsi in Life Is Strange.

## Episodi
| Titolo originale | Titolo italiano                 | Pubblicazione originale |  |
| --- | ------------------------------- | ----------------------- |  |
| |                                 |                         |  |
| "Episode 1: Awake" | "Episodio 1: Svegliati"         | 31 agosto 2017          |  |
| Chloe dopo essersi recata a un concerto incontra Rachel Amber, la ragazza più popolare della Blackwell Academy, dove il giorno dopo la reincontra conoscendola meglio. |                                 |                         |  |
| |                                 |                         |  |
| "Episode 2: Brave New World" | "Episodio 2: Il mondo nuovo"    | 19 ottobre 2017         |  |
| Chloe dopo essere stata sospesa da scuola, insieme a Rachel decide di fuggire via da Arcadia Bay.                                                                      |                                 |                         |  |
| |                                 |                         |  |
| "Episode 3: Hell Is Empty" | "Episodio 3: L'inferno è vuoto" | 19 dicembre 2017        |  |
| Chloe e Rachel cercano di trovare la madre naturale di quest'ultima scoprendo molti segreti sul suo passato.                                                           |                                 |                         |  |
| |                                 |                         |  |
| "Episode Bonus: Farewell" | "Episodio Bonus: Addio"         | 6 marzo 2018            |  |
| Chloe e Max passano la giornata insieme prima che quest'ultima si trasferisca a Seattle.                                                                               |                                 |                         |  |

## Distribuzione
Prima del suo annuncio ufficiale, furono rilasciate online delle immagini che indicavano che un prequel per Life Is Strange era in via di sviluppo. L'editore Square Enix annunciò Life Is Strange: Before the Storm l'11 giugno durante l'E3 2017, affermando che sarebbe stato composto da tre episodi, il primo dei quali distribuito a partire dal 31 agosto su Microsoft Windows, PlayStation 4 e Xbox One. La Deluxe Edition include un capitolo bonus chiamato "Farewell" ("Addio", in italiano), che ha come personaggio giocabile Max Caulfield di Life Is Strange, tre capi d'abbigliamento a scelta da far indossare a Chloe e una Mixtape Mode, che permette ai giocatori di personalizzare le proprie playlist con la colonna sonora del gioco. Il gioco presenta sin dal suo lancio i sottotitoli in inglese, francese, tedesco, italiano, spagnolo, portoghese e cinese semplificato con doppiaggio disponibile solo ed esclusivamente in inglese.

## Accoglienza
| Testata                        | Versione | Giudizio |
| ------------------------------ | -------- | -------- |
| Metacritic (media al 9-1-2018) | PC       | 80/100   |
| Metacritic (media al 9-1-2018) | PS4      | 78/100   |
| Metacritic (media al 9-1-2018) | XONE     | 79/100   |

| Testata                        | Versione | Giudizio |
| ------------------------------ | -------- | -------- |
| Metacritic (media al 9-1-2018) | PC       | 76/100   |
| Metacritic (media al 9-1-2018) | PS4      | 79/100   |
| Metacritic (media al 9-1-2018) | XONE     | 76/100   |

| Testata                        | Versione | Giudizio |
| ------------------------------ | -------- | -------- |
| Metacritic (media al 9-1-2018) | PC       | 75/100   |
| Metacritic (media al 9-1-2018) | PS4      | 77/100   |
| Metacritic (media al 9-1-2018) | XONE     | 81/100   |

Il gioco ha ricevuto critiche generalmente positive per la versione per PC e "nella media" per PlayStation 4 su Metacritic. La critica ha apprezzato i personaggi, le tematiche e la storia, ma ha criticato i buchi nella trama e il reale impatto delle decisioni del videogiocatore sul finale del videogioco.
Episodio 1: Svegliati ha ricevuto recensioni per lo più positive dalla critica per lo sviluppo del personaggio di Chloe Price e Rachel Amber. Jeremy Peeples di Hardcore Gamer ha trovato il comportamento di Chloe "accattivante" e ha notato che la sua personalità è stata rappresentata con più livelli. Sam Loveridge di GamesRadar ha scritto che Rachel era il personaggio più autentico a causa del suo dialogo più "radicato". Nonostante denigrasse Chloe per essere stata "fastidiosamente combattiva" all'inizio, Metro la vide rafforzarsi sopportando la perdita di suo padre. Kimberley Wallace di Game Informer pensava che la versione più giovane di Chloe portasse una "ingenuità e vulnerabilità" degne di simpatia. Al contrario, si diceva che il rapporto tra i protagonisti si fosse formato "a velocità innaturale". Peeples e Loveridge hanno favorito la funzionalità di gioco delle "sfide di insolenza", mentre Metro e Wallace si sono occupati poco di esso.
I recensori hanno definito Episodio 2: Il mondo nuovo migliore della prima puntata o uno delle più grandi della serie. Metro ha elogiato il modo in cui le scelte hanno fatto la differenza con un "effetto profondo" sull'arco dei personaggi, mentre Ozzie Mejia di Shacknews ha apprezzato la "crescita genuina" di Chloe, contrastando il suo "spirito infuocato". Joe Juba, Game Informer, ha dichiarato la continua comprensione del personaggio "la sua più grande forza". Tuttavia, la più grande lamentela di Juba ha fatto eco alla derisione di Wallace del modo "forzato" con cui Chloe e Rachel diventano amiche. Brett Makedonski, scrivendo per Destructoid, pensava che l'esposizione del personaggio fosse fatta "con grande efficacia". La più nota è stata la sequenza teatrale della scuola The Tempest, che Metro ha affermato essere la loro parte preferita, Mejia ha definito "uno dei più divertenti" in Before the Storm, e Juba ha osservato come si tratti del culmine di tutte le scelte passate. Metro ha criticato la sceneggiatura per essere "irregolare" e non ha approvato la recitazione. Mejia pensava che il finale avrebbe potuto essere eliminato, dicendo che era "un po' tirato fuori", sebbene fosse impressionato dalle "sfide di insolenza".
Metro e Peeples hanno concordato sul fatto che Episodio 3: L'inferno è vuoto è stato il più emozionante della stagione. La scrittura è stata lodata come autentica e genuina, con Wallace che ha notato che mostrava nuove facce anche per personaggi minori; al contrario, Makedonski ha criticato il fatto che un personaggio ausiliario con scarso sviluppo è diventato un antagonista primario. Sebbene Metro abbia osservato dialoghi e recitazioni incoerenti, Peeples ha affermato che il cast ha mostrato una "chimica incredibile". Wallace pensava che i "momenti teneri" di Chloe e Rachel fossero le parti migliori dell'episodio e Makedonski disse che "le loro lotte, la loro reciproca evasione e i loro sacrifici" fornivano investimenti più che sufficienti. I revisori hanno generalmente approvato la conclusione del gioco.

### Riconoscimenti
Dopo la presentazione all'E3 2017, Life Is Strange: Before the Storm ha ricevuto da GamesRadar uno dei premi per i miglior videogiochi dell'E3 ed è stato nominato per il premio "Adventure Game" della rivista online Hardcore Gamer. È stato anche nominato come "Miglior gioco di simulazione" e "Miglior gioco familiare" ai premi Gamescom 2017 Awards.
È stato nominato per il "Matthew Crump Cultural Innovation Award" agli SXSW Gaming Awards 2018, per "Miglior gioco emozionale" agli Emotional Games Awards 2018, e per "Game Beyond Entertainment" al 14th British Academy Games Awards; ha vinto il premio "Song Collection" ai NAVGTR Awards 2018, mentre le nomination erano per "Gioco, avventura franchise" e "Scrittura drammatica". All'Italian Video Game Awards, è stato nominato per "Game Beyond Entertainment". Ai Webby Award 2018, il gioco ha vinto il People's Voice Award per "Miglior scrittura" e per "Servizio pubblico e attivismo", mentre è stato nominato per "Strategia / Simulazione". Ha ricevuto i premi "Gioco dell'anno" e "Maggior impatto significativo" ai Games for Change Awards 2018, con una nomination per "Miglior Gameplay". Nel 2018, agli Ivor Novello Awards è stato nominato come "Miglior colonna sonora originale in un videogioco".